# Heather Innes
Heather Innes, född 11 juni 1939, är en australisk friidrottare. Hon deltog vid olympiska sommarspelen 1956.